# Дашкин, Зюлькарнаин Шангареевич
Зулькарнаин Шангареевич Дашкин (22 июня 1861 — не ранее 1919) — дворянин Оренбургской губернии, родился в ст. Ключевской 3-го ВО ОКВ, сын войскового старшины Шангарея Ягофаровича Дашкина. Войсковой старшина со старшинством от 4 октября 1915. Участник Первой мировой войны. Происходил из татарского княжеского рода Дашкиных.

## Служба
Окончил Оренбургское Казачье Юнкерское Училище по 2 разряду в 1880 году, был произведён в хорунжие 16 мая 1881 года. 14 августа 1918 года вышел в отставку с чином генерал-майора. Командир конвойной сотни 5 ОКП при командующем войсками Туркест. ВО (с 01.09.1906). Командир 14-го Оренбургского казачьего полка.
В годы Первой мировой войны командовал 14-м Оренбургским казачьим полком, который дошёл с боями от города Суходол до городов Ченстохов (Польша) и Вилькомир (Литва).
С января 1918 г. командир мусульманской части в составе Оренбургского казачьего войска.
В августе – сентябре 1918 г. гласный Оренбургской городской думы.
После Октябрьской революции участвовал в деятельности антисоветской организации «Алаш-Орда».
В 1919 г. ушёл с отступающими войсками атамана А.И. Дутова.
Дальнейшая судьба неизвестна.
Согласно сведениям приведенным в статье Ганина А.В. "Казни пленных белых офицеров на Южном Урале в 1918-1919 годах" // Гороховские чтения: материалы девятой региональной музейной конференции. Сост., науч. ред. А.Н. Лымарев. Челябинск, 2018. С. 50-55. - в 1919 году был захвачен с семьей Челкарским отрядом Красных и доставлен на судне “Коммунар”. "По решению большинства, генерала Дашкина бросили живьем в море, а сына-поручика,  подбросив в воздух, застрелили из нагана, и он тоже потонул в море. Жену с малолетними детьми привезли в Аральск".

## Награды
- Орден Святого Станислава 3-й степени (1904), за отличное окончание Офицерской кавалерийской школы
- Орден Святой Анны 3-й степени
- Бухарский орден золотой звезды 3-й степени (1905, разрешено носить 19.04.1906)
- Бухарский орден золотой звезды 2-й степени (1910)
- Орден Святой Анны 2-й степени (31.10.1914)
- Орден Святого Владимира 4-й степени с мечами и бантом (31.10.1914),
- Орден Святого Станислава 2-й степени (1913),
- Орден Святого Станислава 1-й степени (26.06.1915) и чин полковника,
- Серебряная медаль «В память царствования императора Александра III» (27.09.1896).